# Piotr Cybulski
Piotr Cybulski (Bierutów; 19 de Abril de 1955 —) é um político da Polónia. Ele foi eleito para a Sejm em 25 de Setembro de 2005 com 7332 votos em 1 no distrito de Legnica, candidato pelas listas do partido Platforma Obywatelska.